# D.O. (ca sĩ)
Doh Kyung-soo (tiếng Hàn: 도경수, sinh ngày 12 tháng 1 năm 1993), thường được biết đến với nghệ danh D.O., là một nam ca sĩ và diễn viên người Hàn Quốc. Được biết đến là thành viên và đảm nhiệm vị trí giọng ca chính của nhóm nhạc nam EXO do SM Entertainment thành lập và quản lý, anh ra mắt với tư cách ca sĩ solo vào tháng 7 năm 2021 với mini-album đầu tay Empathy.
Ngoài sự nghiệp âm nhạc, D.O. còn tham gia diễn xuất trong một số bộ phim truyền hình và điện ảnh nổi bật như Pure Love (2016), Anh tôi vô số tội (2016), Positive Physique (2016), Room No.7 (2017), Lang quân 100 ngày (2018), Thử thách thần chết: Giữa hai thế giới và Swing Kids (2018), Công tố viên lách luật (2022) và The Moon: Nhiệm vụ cuối cùng (2023).

## Tiểu sử
Doh Kyungsoo sinh ra tại Gangnam, Seoul, Hàn Quốc vào ngày 12 tháng 1 năm 1993, lớn lên tại tỉnh Gyeonggi, theo học tại trường tiểu học Goyang Poongsan, trường cấp hai Baekshin và trường cấp ba Baekseok. Anh có một người chị gái hơn 5 tuổi tên là Doh Jisoo và một anh trai lớn hơn 3 tuổi tên là Doh Seungsoo.
Năm 2010, sau khi chiến thắng tại một cuộc thi hát địa phương, D.O. tham gia thử giọng cho SM Entertainment với các bài hát "Anticipation" của Na Yoon-kwon và "My Story" của Brown Eyed Soul. Anh trở thành thực tập sinh của công ty trong hai năm cuối học cấp ba.

## Sự nghiệp

### 2012–2015: Ra mắt và khởi đầu sự nghiệp diễn xuất

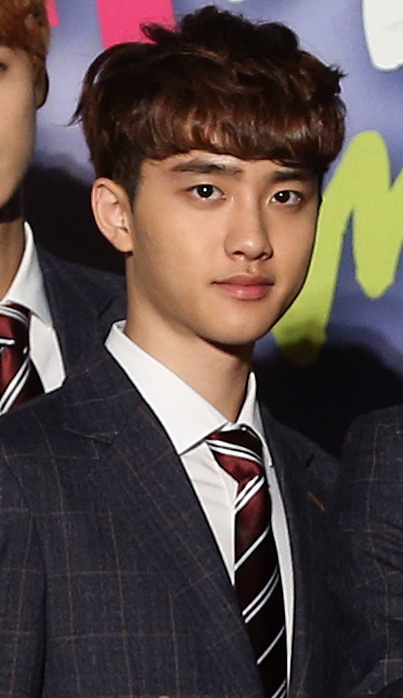
D.O. vào năm 2013

D.O. được công bố là thành viên chính thức thứ sáu của EXO vào ngày 30 tháng 1, và sau đó ra mắt công chúng cùng nhóm vào ngày 08 tháng 4 năm 2012. Tháng 7 năm 2013, D.O. góp mặt trong bài hát Goodbye Summer nằm trong album phòng thu thứ hai Pink Tape của nhóm nhạc nữ cùng công ty f(x). Tháng 12 năm 2013, D.O. cùng hai thành viên Baekhyun và Chen thể hiện "Miracles in December", bài hát chủ đề nằm trong mini-album mùa đông cùng tên của EXO.
Tháng 9 năm 2014, D.O. đảm nhận vai diễn đầu tiên của mình trong bộ phim điện ảnh Cart với vai Choi Tae-young, một học sinh cấp ba. Trong phim, mẹ của Tae-young (diễn viên Yum Jung-ah) làm việc tại một cửa hàng tạp hóa lớn và đã đứng lên đòi lại quyền lợi cho mình sau khi bị sa thải một cách bất công. Anh cũng thể hiện bài hát nhạc nền Crying Out của bộ phim. Nhờ vai diễn này, anh được đề cử giải Nam diễn viên phụ xuất sắc nhất tại lễ trao giải Grand Bell Awards lần thứ 52. Sau đó D.O. xuất hiện trong bộ phim truyền hình Chỉ có thể là yêu bên cạnh hai diễn viên gạo cội Gong Hyo-jin và Jo In-sung. Anh đảm nhận vai Han Kang-woo, một hình tượng trong ảo tưởng của nhân vật chính Jang Jae-yeol (Jo In-sung), người mắc căn bệnh tâm thần phân liệt. Vai diễn này tiếp tục giúp anh được đề cử giải Diễn viên nam mới xuất sắc nhất tại lễ trao giải Baeksang Arts Awards lần thứ 51 và đạt được hai giải thưởng: "Diễn viên trẻ xuất sắc nhất" tại Liên hoan phim Quốc tế Seoul lần thứ 16 và "Diễn viên mới xuất sắc nhất" tại lễ trao giải APAN Star Awards lần thứ 3.
Đầu năm 2015, D.O. được các nhà phê bình bình chọn là ca sĩ thần tượng có diễn xuất tốt nhất. Tháng 6 năm 2015, anh xuất hiện với tư cách khách mời trong bộ phim truyền hình Hello Monster (I Remember You) của đài KBS trong vai tên giết người máu lạnh Lee Joon-young và tiếp tục gây ấn tượng với người xem và giới phê bình.

### 2016–2020: Các vai chính và nghĩa vụ quân sự

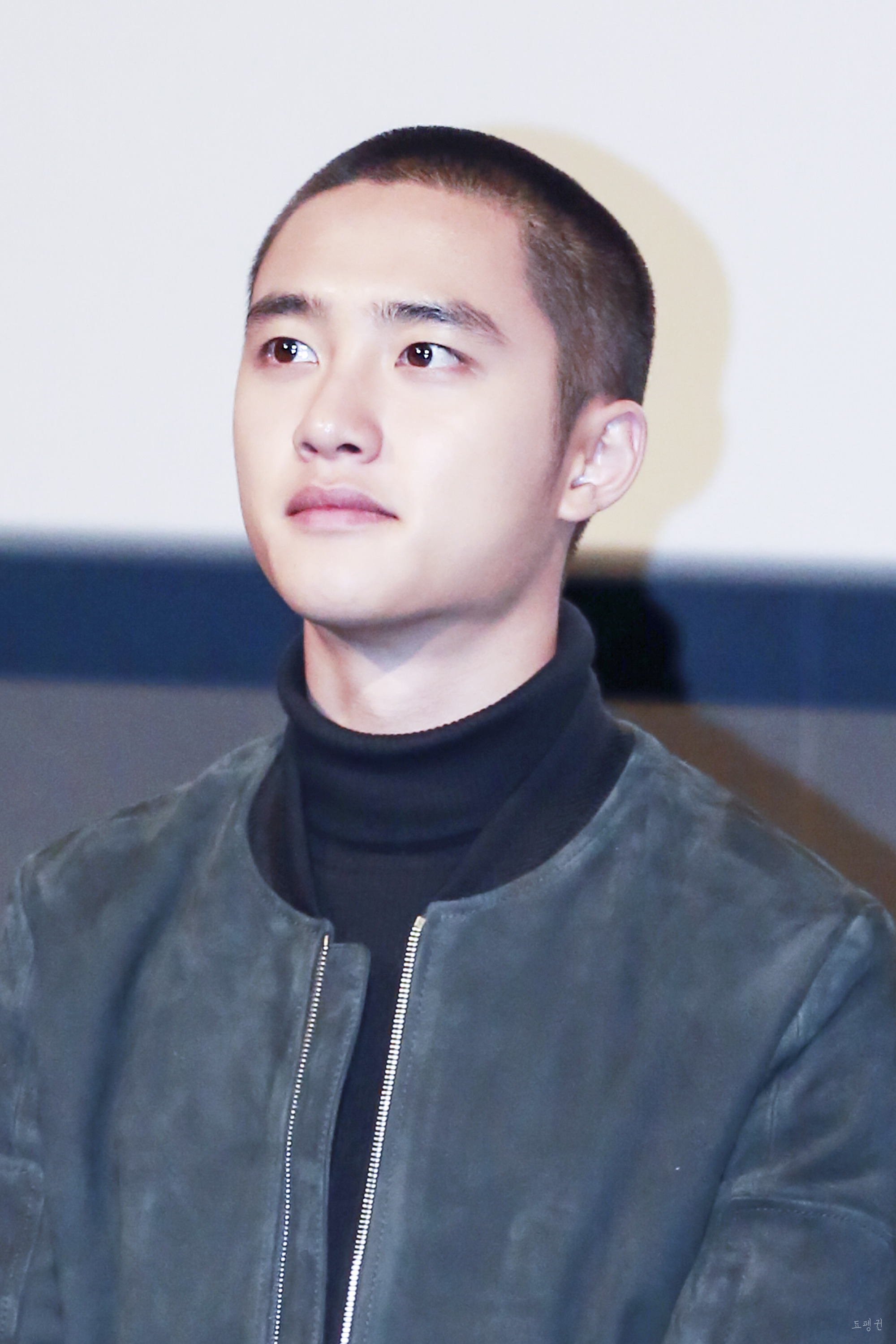
D.O. trong buổi họp báo cho phim Room No.7 vào tháng 11 năm 2017

Tháng 1 năm 2016, D.O. được công bố là sẽ lồng tiếng cho nhân vật chính Moongchi, một chú chó bị thất lạc chủ, trong bộ phim hoạt hình Underdog. Phim được lên kế hoạch khởi chiếu vào năm 2017 nhưng sau đó được lùi tới tận 16 tháng 1 năm 2019 mới công chiếu. Tháng 2 năm 2016, anh song ca với Yoo Young-jin trong bài hát "Tell Me What Is Love" thuộc dự án âm nhạc Station của SM Entertainment. Trước đó anh đã biểu diễn một phần của bài hát trong chuyến lưu diễn EXO from EXO Planet #1: The Lost Planet của EXO. Sau đó D.O. thủ vai nam chính bên cạnh nữ diễn viên Kim So-hyun trong bộ phim điện ảnh tình cảm nhẹ nhàng Pure Love. Với vai diễn này, anh đã đạt được giải "Nam diễn viên phim điện ảnh được yêu thích nhất" tại lễ trao giải Baeksang Arts Awards lần thứ 52 (2016).
Tháng 4 năm 2016, D.O. được xác nhận tham gia bộ phim điện ảnh Thử thách thần chết: Giữa hai thế giới của đạo diễn Kim Yong-hwa bên cạnh các diễn viên như Ha Jung-woo, Cha Tae-hyun và Ju Ji-hoon. Trong phim, anh vào vai quân nhân Won - một người lính trẻ mang trong mình đầy bi kịch khi anh vô tình giết chết người đồng đội - người anh em thân yêu nhất của mình. Tháng 10 năm 2016, anh thủ vai nam chính bên cạnh nữ diễn viên Chae Seo-jin trong web drama Be Positive do Samsung sản xuất. Tháng 11 năm 2016, anh được công bố là sẽ tham gia bộ phim điện ảnh Room 7, khởi quay vào tháng 1 năm 2017. Tháng 11 năm 2016, anh đảm nhận vai Doo-young, một vận động viên Judo quốc gia, bên cạnh Jo Jung-suk và Park Shin-hye trong bộ phim điện ảnh Anh tôi vô số tội. Anh và Jo Jung-suk cũng đã thể hiện bài hát chủ đề Don't Worry của bộ phim. Cùng với năng lực diễn xuất đa dạng và không ngừng tiến bộ được thể hiện rõ nét thông qua vai diễn này, D.O. đã đạt được năm giải thưởng ở năm lễ trao giải khác nhau.
Vào năm 2018, anh tham gia bộ phim điện ảnh Swing Kids có bối cảnh trong một trại tập trung ở Bắc Triều Tiên trong Chiến tranh Triều Tiên. Anh đóng vai một người lính Bắc Triều Tiên yêu thích nhảy múa. Cùng năm, anh nhận đóng vai hoàng tử trong Dear Husband of 100 Days. Bộ phim gây cơn sốt ở Hàn Quốc và đạt raitings ấn tượng khi kết thúc, đứng thứ 5 trên bảng xếp hạng raitings ở đài cáp. Vai diễn này đã giúp anh giành được giải Nam diễn viên được yêu thích nhất tại lễ trao giải Baeksang Arts Awards lần thứ 55. Ngày 1 tháng 7 năm 2019, D.O. bắt đầu thực hiện nghĩa vụ quân sự. Cùng ngày, anh phát hành bài hát do mình đồng sáng tác "That's Okay" thông qua dự án SM Station.

### 2021–nay: Ra mắt với tư cách ca sĩ solo
D.O. xuất ngũ vào ngày 25 tháng 1 năm 2021. Tháng 2 năm 2021, anh được công bố là sẽ thủ vai nam chính trong Secret, một bản làm lại của bộ phim điện ảnh Đài Loan Bí mật không thể nói. Tháng 6 năm 2021, SM Entertainment công bố là D.O. sẽ ra mắt với tư cách ca sĩ solo vào tháng 7 năm 2021. Mini-album đầu tay của anh, Empathy, và bài hát chủ đề "Rose" được phát hành vào ngày 26 tháng 7. Album bán được hơn 300.000 bản trong tuần đầu tiên và lọt vào bảng xếp hạng Gaon Album Chart ở vị trí thứ nhất. Năm 2023, anh ra mắt mini-album thứ hai của mình mang tên Expectation, ngoài ra anh còn đóng chính trong bộ phim The Moon: Nhiệm vụ cuối cùng.

## Danh sách đĩa nhạc

### Mini-album
| Tên         | Thông tin chi tiết                                                                                                   | Thứ hạng cao nhất | Thứ hạng cao nhất | Doanh số                        |
| Tên         | Thông tin chi tiết                                                                                                   | HQ                | NB                | Doanh số                        |
| ----------- | --- | ----------------- | ----------------- | ------------------------------- |
| Empathy     | - Ngày phát hành: 26 tháng 7, 2021 - Hãng đĩa: SM Entertainment, Dreamus - Định dạng: CD, tải về, stream             | 1                 | 14                | - TQ: 70.109 - NB: 4.662 (Phy.) |
| Expectation | - Ngày phát hành: 18 tháng 9, 2023 - Hãng đĩa: SM Entertainment, Kakao Entertainment - Định dạng: CD, tải về, stream |                   |                   |                                 |

### Bài hát
| Bài hát | Năm                     | Thứ hạng cao nhất       | Thứ hạng cao nhất       | Thứ hạng cao nhất       | Doanh số (tải về)       | Album                              |
| Bài hát | Năm                     | HQ Gaon                 | HQ Hot 100              | TQ Baidu                | Doanh số (tải về)       | Album                              |
| Với tư cách ca sĩ chính | Với tư cách ca sĩ chính | Với tư cách ca sĩ chính | Với tư cách ca sĩ chính | Với tư cách ca sĩ chính | Với tư cách ca sĩ chính | Với tư cách ca sĩ chính            |
| --- | ----------------------- | ----------------------- | ----------------------- | ----------------------- | ----------------------- | ---------------------------------- |
| "That's Okay" (괜찮아도 괜찮아) | 2019                    | 12                      | 19                      | 11                      | —                       | SM Station Season 3                |
| "Rose" | 2021                    | 33                      | TBA                     | TBA                     | —                       | Empathy                            |
| Hợp tác |                         |                         |                         |                         |                         |                                    |
| "Tell Me (What Is Love)" (với Yoo Young-jin) | 2016                    | 12                      | —                       | —                       | - HQ: 97.723            | SM Station                         |
| Với tư cách khách mời |                         |                         |                         |                         |                         |                                    |
| "Goodbye Summer" (f(x) hợp tác với D.O.) | 2013                    | 7                       | 26                      | 17                      | - HQ: 149.281           | Pink Tape                          |
| "Small Girl" (Lee Young-ji hợp tác với D.O.) | 2024                    |                         |                         |                         |                         |                                    |
| Nhạc phim |                         |                         |                         |                         |                         |                                    |
| "Dear My Family" (với SM Town) | 2012                    | —                       | —                       | —                       | —                       | I AM. OST                          |
| "Crying Out" | 2014                    | 22                      | —                       | —                       | - HQ: 79.688            | Cart OST                           |
| "Don’t Worry" (với Jo Jung-suk) | 2016                    | 19                      | —                       | —                       | - HQ: 19.498            | My Annoying Brother OST            |
| "Bite" | 2022                    |                         |                         |                         |                         | Bad Prosecutor OST                 |
| "Forever" | 2025                    |                         |                         |                         |                         | Resident Playbook OST              |
| Bài hát khác |                         |                         |                         |                         |                         |                                    |
| "Tell Me What Is Love" | 2014                    | 44                      | —                       | —                       | - HQ: 29.668+           | Exology Chapter 1: The Lost Planet |
| "For Life" (English version) | 2019                    | —                       | —                       | —                       | —                       | EXO PLANET #4 – The EℓyXiOn [dot]  |
| "—" cho biết bài hát không lọt vào bảng xếp hạng hoặc không được phát hành tại khu vực này. Billboard ngừng cập nhật bảng xếp hạng K-pop Hot 100 vào tháng 6 năm 2014. |                         |                         |                         |                         |                         |                                    |

## Danh sách phim

### Phim điện ảnh
| Phim                  | Năm  | Vai           | Ghi chú               |
| --------------------- | ---- | ------------- | --------------------- |
| Cart                  | 2014 | Tae-young     | Vai phụ               |
| Pure Love             | 2016 | Beomsil       | Vai chính             |
| My Annoying Brother   | 2016 | Go Doo-young  | Vai chính             |
| With God              | 2017 | Won Il-byung  | Vai phụ               |
| Room 7                | 2017 | Tae Jung      | Vai chính             |
| Swing Kids            | 2018 | Roh Ki Soo    | Vai chính             |
| With God 2            | 2018 | Won Il-byung  | Vai phụ               |
| Underdog              | 2019 | Moongchi      | Lồng tiếng; vai chính |
| The Moon              | 2023 | Hwang Sun-woo | Vai chính             |
| Secret: Untold Melody | 2023 | Yoo Joon      | Vai chính             |

### Phim truyền hình
| Phim                           | Năm  | Kênh          | Vai                 | Ghi chú              |
| ------------------------------ | ---- | ------------- | ------------------- | -------------------- |
| To the Beautiful You           | 2012 | SBS           | D.O.                | Khách mời; tập 2     |
| It's Okay, That's Love         | 2014 | SBS           | Han Kang-woo        | Vai phụ              |
| EXO Next Door                  | 2015 | Line TV       | D.O./ Doh Kyung-soo | Vai chính            |
| Hello Monster (I remember you) | 2015 | KBS2          | Lee Joon-young      | Vai phụ              |
| Be Positive                    | 2016 | Naver TV cast | Kim Hwan-dong       | Vai chính; web drama |
| Lang quân 100 ngày             | 2018 | tvN           | Won-deuk/Lee-yool   | Vai chính            |
| Công tố viên lách luật         | 2022 | KBS           | Jin Jeong           | Vai chính            |

## Giải thưởng và đề cử
| Năm  | Giải thưởng                             | Hạng mục                                         | Được đề cử                             | Kết quả   |
| ---- | --------------------------------------- | ------------------------------------------------ | -------------------------------------- | --------- |
| 2014 | Liên hoan phim Quốc tế Seoul lần thứ 16 | Diễn viên trẻ xuất sắc nhất                      | It's Okay, That's Love                 | Đoạt giải |
| 2014 | APAN Star Awards lần thứ 3              | Diễn viên mới xuất sắc nhất                      | It's Okay, That's Love                 | Đoạt giải |
| 2015 | Max Movie Awards lần thứ 10             | Diễn viên mới xuất sắc nhất                      | Cart                                   | Đề cử     |
| 2015 | Asian Film Awards lần thứ 9             | Diễn viên mới xuất sắc nhất                      | Cart                                   | Đề cử     |
| 2015 | Baeksang Arts Awards lần thứ 51         | Diễn viên mới xuất sắc nhất (phim truyền hình)   | It's Okay, That's Love                 | Đề cử     |
| 2015 | Baeksang Arts Awards lần thứ 51         | Diễn viên được yêu thích nhất (phim truyền hình) | It's Okay, That's Love                 | Đề cử     |
| 2015 | Grand Bell Awards lần thứ 52            | Diễn viên phụ xuất sắc nhất                      | Cart                                   | Đề cử     |
| 2015 | Grand Bell Awards lần thứ 52            | Popularity Award                                 | Cart                                   | Đề cử     |
| 2016 | Max Movie Best Films Awards             | Rising Star                                      | Chính mình                             | Đoạt giải |
| 2016 | Baeksang Arts Awards lần thứ 52         | Nam diễn viên phim điện ảnh được yêu thích nhất  | Pure Love                              | Đoạt giải |
| 2017 | Baeksang Arts Awards                    | Diễn viên mới xuất sắc nhất (Phim)               | Anh tôi vô số tội                      | Đề cử     |
| 2017 | Baeksang Arts Awards                    | Nam diễn viên phim điện ảnh được yêu thích nhất  | Anh tôi vô số tội                      | Đoạt giải |
| 2017 | Korean Film Shining Star Awards         | Diễn viên mới xuất sắc nhất (Phim điện ảnh)      | Anh tôi vô số tội                      | Đoạt giải |
| 2017 | 13th JIMFF Awards                       | Ngôi sao                                         | Anh tôi vô số tội                      | Đoạt giải |
| 2017 | 38th Blue Dragon Film Awards            | Diễn viên mới xuất sắc nhất                      | Anh tôi vô số tội                      | Đoạt giải |
| 2017 | 2nd Asia Artist Awards                  | Diễn viên phổ biến nhất                          | Anh tôi vô số tội                      | Đoạt giải |
| 2018 | Buil Film Awards lần thứ 27             | Ngôi sao phổ biến nhất                           | Thử thách thần chết: Giữa hai thế giới | Đoạt giải |
| 2018 | The Seoul Awards lần thứ 2              | Diễn viên nổi tiếng nhất                         | Thử thách thần chết: Giữa hai thế giới | Đoạt giải |
| 2018 | 18th Director's Cut Awards              | Diễn viên mới xuất sắc nhất                      | Thử thách thần chết: Giữa hai thế giới | Đoạt giải |
| 2018 | 3rd Dong-A.com's Pick                   | Next Generation Noteworthy Actor                 | Chính mình                             | Đoạt giải |
| 2019 | 55th Beaksang Arts Awards               | Best V Live Popularity Awards                    | Chính mình                             | Đoạt giải |
| 2019 | 14th Annual Soompi Awards               | Diễn viên của năm                                | Lang quân 100 ngày                     | Đoạt giải |
| 2019 | 14th Annual Soompi Awards               | Cặp đôi xuất sắc nhất (với Nam Ji Hyun)          | Lang quân 100 ngày                     | Đoạt giải |
| 2019 | Buil Film Awards lần thứ 28             | Ngôi sao phổ biến nhất                           | Swing Kids                             | Đoạt giải |

### Chương trình âm nhạc

#### Music Bank
| Năm  | Ngày      | Bài hát | Điểm |
| ---- | --------- | ------- | ---- |
| 2021 | 6 tháng 8 | "Rose"  | 6546 |